# دييغو لورد
دييغو لورد (26 سبتمبر 1977 في الأرجنتين - ) (بالإسبانية: Diego Lord)‏ هو لاعب كريكت أرجنتيني. شارك مع منتخب الأرجنتين الوطني للكريكت.